# Хавла бинт ел Азвар
Хавла бинт ел Азвар (арап. خولة بنت الأزور) је била истакнута жена током живота исламског пророка Мухамеда. Кавла је била муслимански арапски ратник, сестра Дирар бин Ел Азвара, легендарни муслиманско војник и заповедника рашидунске војске током муслиманских освајања у 7. веку. Рођена негде у 7. веку, Хава је била позната по свом вођству у борбама током муслиманских освајања у деловима данашње Сирије, Јордана и Палестине. Борила се раме уз раме са својим братом Дираром у многим биткама, укључујући ту и одлучујућу битку код Јармука 636. године против Византијског царства. Четвртог дана борбе водила је групу жена против византијске војске и рањена је током борбе са грчким војником.

## Историја

### Младост
Рођена негде око седмог века у Арабији (савремена Саудијска Арабија), Хава је била ћерка једног од поглавица племена Бани Асад. Њена породица је била међу првим преобраћеницима у ислам. Име њеног оца било је Малик или Тарек Бин Авсе; био је познат и као ел Азвар.

### Опсада Дамаска
Њен таленат је први пут запажен током битке код Саните ел Укаба 634, током борбе се за време опсаде Дамаска, у којем је њен брат Зирар (или Дирар) водио муслиманске снаге и био рањен и заробљен од стране византијске војске. Халид ибн Валид је узео своју елитну коњицу како биа га спасио. Хавла је пратила војску и сама појурила на византијске стражаре. У свом оклопу и типичној лабавој хаљини арапских ратника није била препозната као жена, док је Халид није поставио питање о њеном идентитету.
У бици код Аднаџина, Хавла је пратила муслиманске снаге како би пружила медицинску помоћ рањеним војницима. Након што су јој брат Дирар заробили византијске снаге, Хавла је узела витешки оклоп, оружје и кобилу, умотавши се у зелени шал. Борила се против византијског батаљона, који је нападао муслиманске војнике. Халид бин Валид, који је био вођа муслиманских снага, наредио је војницима да изврше јуриш на Византијце. Многи муслимански војници су мислили да је Хавла Халид док се Халид није појавио. Муслимани су поразили Византијанце, који су побегли са бојишта. Када је Халид пронашао Хавлу, она је била прекривена крвљу. Замолио ју је да му дозволи да јој скине вео. Након што је неколико пута одбила, Хавла је открила свој идентитет. Халид је наредио својој војсци да гони Византијце који су побегли, а Хавла је предводила напад. Након претраге, муслимански затвореници су пронађени и ослобођени.Шаблон:Better source Један од заповедника из рашидунске војске, Шурахбил ибн Хасана, наводно је о њој рекао:
Овај ратник се бори као Халид ибн Валид, али сам сигуран да није Халид.

### Други Походи
У другој бици, Хавла је ухваћена након што је пала са свог коња. Након што је одведена у логор са другим затвореницама, где је наводно Хавла је требало да буде одведена у шатор вође који намеравао да је силује. Уместо тога, Кавлах је потстакла остале затворенике, који су користили шаторске мотке као оружје и напали византијске чуваре. Према Ел Вакидију, успели су да убију тридесет византијских витезова уз Хавлиних колико јој се приписује да је сама убила, укључујући и византијске који су је вређали.
Овакав опис део је субјективног приповедања раних исламских историчара и не може им се приписати пуна веродостојност због верског фанатизма којим су вођени сукоби са хришћанима.

## Заоставштина
Многе улице и школе у њеној родној земљи, Саудијској Арабији, назване су по њој. Јордан је издао печат у њену част као део „Арапских жена у историји”. Многи арапски градови имају школе и институције које носе име Хавла Бинт ел-Азвар. Данас, ирачка војна јединица носи назив Кавла бинт ел Азвар у част Хавле. У Уједињеним Арапским Емиратима, први војни факултет за жене, Хавла бинт Ел Азвар Тренинг колеџ, такође је назван по њој.